# Estación de Valldaura
Valldaura es una estación de la línea 3 del Metro de Barcelona. 
La estación está situada debajo del paseo de Valldaura, en el distrito de Horta-Guinardó de Barcelona y se inauguró en 2001 con la prolongación de Montbau a Canyelles.
| << cabecera        | < estación | línea | estación > | cabecera >>   |
| ------------------ | ---------- | ----- | ---------- | ------------- |
| Metro              |            |       |            |               |
| Zona Universitària | Mundet     |       | Canyelles  | Trinitat Nova |

- Datos: Q966533
- Multimedia: Valldaura metrostation / Q966533